# SuperStar
SuperStar (سوبر ستار) és un programa de televisió àrab amb seu al xou popular britànic Pop Idols creat per Simon Fuller de 19 Entertainment i desenvolupat per Fremantle Mitjana. L'espectacle uneix a la comunitat àrab triant democràticament la propera sensació musical. El programa s'emet a tot el món sobre la future TV, un canal de televisió libanès. També és la primera franquícia d'ídol per oferir concursants de diversos països.
| «                                                        | "Aquest programa és el més reeixit per a una televisió àrab. No hi ha un programa de televisió que mogui el món àrab com aquest". | » |
| — Ali Jaber, el director executiu de la televisió Future | |   |

No obstant això, SuperStar va ser eclipsat per espectacle rival Star Academy a LBC en l'Orient Mitjà, en termes de popularitat i les qualificacions, que en la primera temporada va superar-lo com el programa número u àrab. Posteriorment Future TV va perdre la llicència ídol a la xarxa de MBC, que el 2011 va rellançar el programa com Arab Idol a MBC 1 .